# Velthenska sällskapet
Det Velthenska sällskapet eller Hochdeutsche Hofcomödianten, var ett kringresande tyskt teatersällskap, aktivt i Tyskland och i de nordiska länderna mellan 1678 och 1712. Det spelade en viktig roll i Skandinavien, där den inhemska teaterkonsten då var outvecklad, och var den första yrkesteater aktiv i Norge. Truppen kallades även "Kungliga polska och kurfurstliga sachsiska hovkomedianter".
Det Velthenska sällskapet bildades 1678, då det äldre Hochdeutsche Hofcomödianten övertogs av aktören Johannes Velthen sedan denne hade gift sig med dottern till den förra truppens direktör, Catharina Elisabeth Velthen. Teatersällskapet hade teatermonopol i Sachsen, och betraktades som en av de främsta i Tyskland. Johann Velthen hade besökt Sverige som aktör hos Michael Daniel Treu 1664 och Carl Andreas Paulsen 1671, men det råder oklarhet om sällskapet besökte Sverige under hans tid som direktör.  Vid Johann Velthens död 1692 övertogs det av hans änka. Åren 1694–1695 spelade truppen i Tyskland, Polen och Baltikum. Det är möjligt att det var detta tyska sällskap som 1696–1697 spelade i Köpenhamn och Stockholm, eftersom deras vistelseort 1695-97 är okänd, men den är obekräftat.
Vid Sachsens personalunion med Polen 1697 fick sällskapet tillstånd att uppträda även i Polen, men samtidigt upphävdes också deras monopol i Sachsen. Från 1700 och framåt uppträdde truppen även utanför Sachsen, och sällskapet turnerade mellan Wien, Köpenhamn, Norge, Stockholm, Riga och Frankfurt. Åren 1707–1710 ska truppen ha turnerat i alla de nordiska länderna. De uppträdde i Köpenhamn och sedan i Bergen och troligen i Kristiania i Norge. I Norge var de möjligen det allra första professionella teatersällskapet som uppträdde i landet. Deras repertoar innehöll pjäser av Corneille (bland annat Polyeuct) och Molière. Dess främst skådespelare anges ha varit Denner den äldre och Denner den yngre (far och son), deras dotter respektive syster Elisabet Denner, Stora Müller, Lilla Müller, Dorseus och Johann Christian Spiegelberg. 
Sällskapet upplöstes när Catharina Elisabeth Velthen avslutade sin karriär och bosatte sig i Wien. Det ombildades dock av Johann Christian Spiegelberg, som 1710–1732 också turnerade i Tyskland och Skandinavien, och drevs sedan av hans änka Elisabet Denner i Sverige 1732–1740 innan det slutligen upplöstes. 
Velthenska sällskapet har länge antagits vara samma sällskap som Die Chur Sächsische Hochteutschen Comoedianten, ett teatersällskap som 1696-97 uppträdde i Stockholm: dessa har i sin tur identifierats med det sällskap som uppträdde i Ystad 1690, och som vid sin ankomst till Güstrow 1697 kallade sig Nordische commoedianten in hochdeutscher Sprache, och då uppgav sig ha varit aktiva i Sverige i sex år: identiteten för dessa tre sällskap, och huruvida något av dem egentligen var samma sällskap, är själva verket okänd.